# معرض أمريكا الشمالية الدولي للسيارات

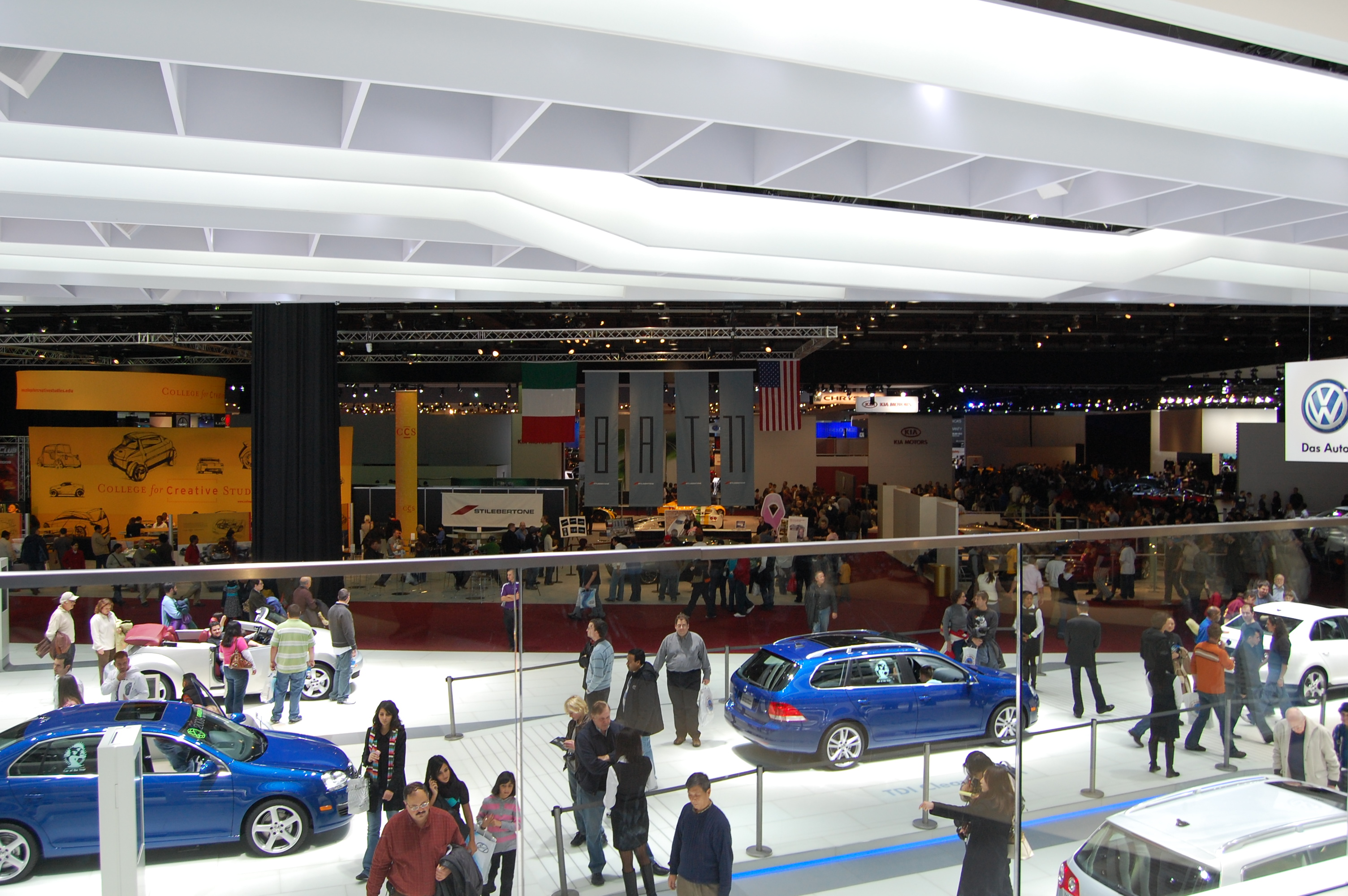
صورة من المعرض في 2005

معرض أمريكا الشمالية الدولي للسيارات (بالإنجليزية: North American International Auto Show)‏ هو معرض سنوي للسيارات تأسس في عام 1907 ويعقد في مدينة ديترويت بولاية ميشيغان في مركز كوبو، عادة في شهر يناير. يعتبر من أكبر معارض السيارات في أمريكا الشمالية.